# Arsenobetaina
L'arsenobetaina è un composto organico dell'arsenico, ed è la fonte principale di arsenico trovata nei pesci.
La sua biochimica e biosintesi sono simili a quelle della colina e della betaina (della quale è infatti l'analogo arsenato).
È noto fin dal 1920 che i pesci marini contengono composti organici dell'arsenico; nel 1977 la struttura del composto principale, l'arsenobetaina, è stata scoperta. Oltre a molti altri composti dell'arsenico, come la dimetilarsina e la trimetilarsina, anche l'arsenobetaina è quindi una sostanza comune nei sistemi biologici marini per la detossificazione dell'arsenico.